# Tournoi de tennis d'Oviedo
Le tournoi d'Oviedo (Espagne), est un tournoi de tennis professionnel masculin du circuit ATP.
La seule édition de l'épreuve date de 1977.

## Palmarès messieurs

### Simple
| No | Date       | Nom et lieu du tournoi                 | Catégorie | Dotation  | Surface    | Vainqueur   | Finaliste    | Score    |  |
| -- | ---------- | -------------------------------------- | --------- | --------- | ---------- | ----------- | ------------ | -------- |  |
| 1  | 21-11-1977 | Grand Prix Masaveu de Asturias, Oviedo |           | 100 000 $ | Dur (ext.) | Eddie Dibbs | Raúl Ramírez | 6-4, 6-1 |  |

### Double
| No | Date       | Nom et lieu du tournoi                 | Catégorie | Dotation  | Surface    | Vainqueurs                   | Finalistes             | Score    |  |
| -- | ---------- | -------------------------------------- | --------- | --------- | ---------- | ---------------------------- | ---------------------- | -------- |  |
| 1  | 21-11-1977 | Grand Prix Masaveu de Asturias, Oviedo |           | 100 000 $ | Dur (ext.) | Sherwood Stewart Fred McNair | Jan Kodeš Raúl Ramírez | 6-3, 6-1 |  |